# Итье (граф Ретеля)
Итье Ретельский, также Итье де Витри (фр. Ithier de Rethel, Ithier de Vitry) (1115—1171) — шателен Витри и граф Ретеля (с 1158 года).

## Происхождение
Итье Ретельский был единственным сыном Эда де Витри и его жены Матильды Ретельской. После смерти брата Матильды Жерве, они стали родоначальниками второго Ретельского дома. 
По материнской линии Итье приходился внуком Гуго I и его жене Мелисенде де Монлери.

## Брак и дети
Итье женился на Беатрисе, дочери графа Намюра Жоффруа I.
- Беатриса (ок. 1131—1185) — замужем за Рожером II, королём Сицилии. Имела одну дочь.
- Гуго  — упомянут как монах в Реймсе в 1160 году.
- Манассия IV  (ум. 1199) — наследовал отцу. Женат на Матильде де Бар. Имел сына.
- Генрих (ум. 1191) — шателен де Витри.
- Бодуэн (ум. 1198) — сеньор Шемри.
- Альберт (ум. 1195) — архидиакон Льежа.
- Симон
- Клеменция (ум. 1191 или позднее) — замужем за Гуго де Пьерпонтом.
- дочь — замужем за Жоффруа из Шалона.

Беатриса умерла в 1160 году.

## Наследники
Итье скончался в 1171 году. От двух его сыновей пошли две ветви рода. 
Родоначальником старшей ветви стал второй сын Итье, Манассия IV, наследовавший отцу графство Ретель. Его потомки правили в Ретеле до начала XIV века. Последней представительницей рода была графиня Жанна Ретельская (ум. 1328), дочь графа Гуго IV. Она вышла замуж за Людовика I де Дампьера, графа Невера, благодаря чему Ретель оказался надолго оказался объединён с Невером.
Родоначальником младшей ветви рода стал Генрих, третий сын графа Итье. Он получил шателению Витри, которой его потомки владели до XIII века, когда ветвь пресеклась.